# Irina Guba
Irina Vasilievna Guba, coniugata Popova (in russo Ирина Василиевна Губа-Попова?; Minsk, 20 gennaio 1957), è un'ex cestista e allenatrice di pallacanestro sovietica naturalizzata bulgara.

## Carriera
Con l'Unione Sovietica ha disputato i Campionati mondiali del 1986.